# Paul Bodifée

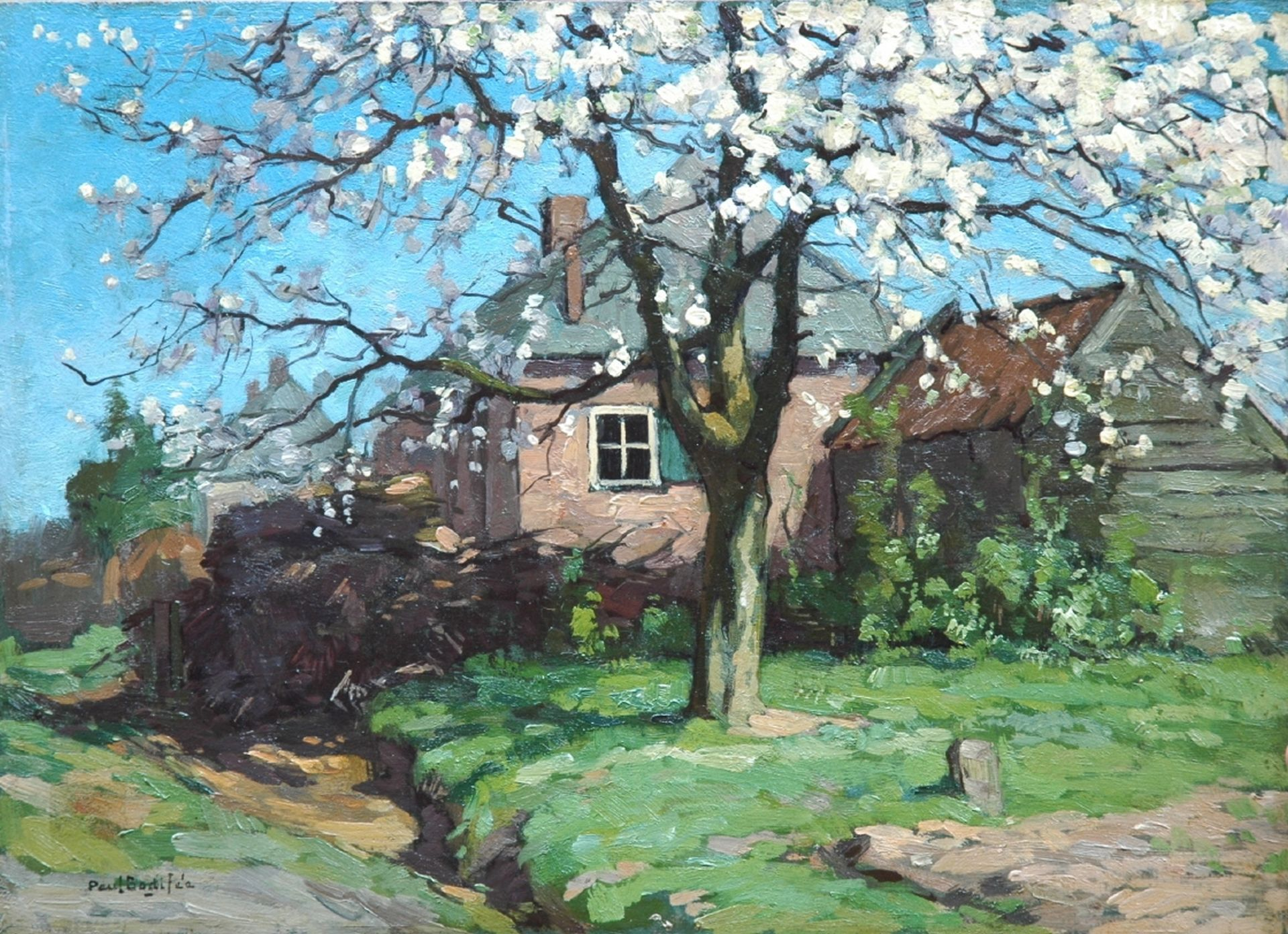
Blühender Kirschenbaum

Paul Bodifée (* 29. Juni 1866 in Deventer; † 23. Januar 1938 ebenda) war ein niederländischer Maler und Grafiker. 
Bodifée war der Sohn des Gerichtsvollziehers Matthias Joseph Bodifée (1826–1906) und Elizabeth Hendriks (1829–1867) und das siebte von acht Kindern. Nach der Höheren Bürgerschule erhielt er von 1884 bis 1887 eine Ausbildung zum Kunstlehrer an der Rijksnormaalschool voor Teekenonderwijzers (Amsterdam) und anschließend studierte er von 1888 bis 1889 an der Rijksakademie van beeldende kunsten (Amsterdam) bei August Allebé. Er eröffnete ein Atelier in Nieuwer-Amstel und wurde Mitglied der Künstlervereinigung „Arti et Amicitiae“. Später wurde er auch Mitglied von „Pulchri Studio“ in Den Haag, dem auch viele Maler der Haager Schule angehörten.
Zwischen 1889 und 1893 lebte Bodifée in Ravenstein, wo er als Kunstlehrer tätig war. Danach ließ er sich dauerhaft in Deventer nieder, wo er an der Höheren Bürgerschule zu unterrichten begann. 1896 heiratete er Rosa Elisa Leeuw (1868–1937), mit der er vier Kinder hatte. 
Während seiner Studienzeit studierte Bodifée niederländische Meister des 17. Jahrhunderts. Vor 1900 malte er hauptsächlich Figuren und Porträts, fand aber schließlich seine endgültige Berufung in der Naturdarstellung. Er praktizierte Freilichtmalerei im Stil der Haager Schule, manchmal zusammen mit seinen Studenten, besuchte die charakteristischen Orte in Overijssel und besonders Salland, mit dem Fahrrad oder mit öffentlichen Verkehrsmitteln. 